# Густав Теодор Фехнер
Густав Теодор Фехнер (Жарки Вјелкје, 19. април 1801 — Лајпциг, 18. новембар 1887) био је немачки филозоф, физичар и експериментални психолог. Као један од пионира експерименталне психологије и оснивач психофизике, инспирисао је многе научнике и филозофе 20. века.
Такође, Фехнер је демонстрирао нелинеарну везу између психолошке сензације и физичког интензитета стимулуса формулом: S=k * ln D, која је постала позната под називом Фехнеров закон.

## Младост и научна каријера
Фехнер је рођен у Великом Серхену, близу Мускауа, у Доњој Лузацији, где му је отац радио као пастор. Упркос томе што је био одрастао уз религиозног оца, Фехнер ће касније у животу постати атеиста. Прво се школовао у Зораоу (данашњи Жари у Западној Пољској).
Године 1817. студирао је медицину на Медицинској академији Карла Густава Каруса у Дрездену, а од 1818. студира на Универзитету у Лајпцигу, у овом ће граду провести остатак свог живота. Постао је доктор наука на лајпцишком универзитету 1835.
Године 1834, именован је за професора физике. Нажалост је 1839. године оштетио око изучавајући феномене вида и боја и отишао у пензију. После одласка у пензију, опорављајући се почео је изучавати ум и његове везе са телом (проблематика душе и тела). Држао је јавна предавања о субјектима о којима је писао у својим књигама. Док је лежао у кревету Фехнер је увидео везу између менталних и материјалних сензација. Овај увид се испоставио доста важан у развитку психологије, с обзиром на то да сада постоји квантитативна веза између психичког и физичког света.

## Доприноси
Фехнер је објављивао радове из хемије и физике, и преводио је са француског језика радове из хемије Жан-Батиста Биоа и Луја Жака Тенарда. Другачији, али неопходан део његовог карактера види се у његовим песмама и хуморичним делима, попут дела Упоредна анатомија анђела (1825), написаног под псеудонимом "Доктор Мизес".
Фехнерово епохално дело била је књига Елементи психофизике (1860). Он почиње од монистичке идеје да су телесне чињенице и свесне чињенице, иако се не могу свести једна на другу, различите стране једне стварности. Његова оригиналност лежи у томе што је он покушао да пронађе егзактну математичку релацију између њих. Најпознатија последица тих његових покушаја јесте Фехнеров закон:
"Како би се у аритметичкој прогресији интензитет сензације повећао, стимулус се мора повећати у геометричкој прогресији."
Иако се показао истинит само у оквиру неких граница, овај закон је од изузетне утилитарности. Фехнеров закон имплицира да интензитет сензације стоји у логаритамском односу са интезитетом дражења, што је немогуће због логаритамске особености на нули; те је због тога С. С. Стивенс предложио математички веродостојнију релацију сензације и интензитета у свом раду из 1961. "Поштовати Фехнера и опозвати његов закон".
Општа Фехнерова формула да би се добио број јединица у било којој сензацији јесте S= k * ln D, где S означава сензацију, D стимулус који се нумерички процењује и k је интеграциона константа, њу одређују гранични услови осетљивости. Овај закон је критикован на основи да иако су стимулуси композитни, сензације нису. "Свака сензација", каже Вилијам Џејмс, "представља себе као недељиву јединицу; и немогуће је увидети било какав смисао у идеји да су оне групе комбинованих јединица."

### Фехнеров ефекат боје
Године 1838. изучавао је још увек тајанствене перцептивне илузије, од којих се илузија у којој се боје виде у покрету црног и белог обрасца.

### Медијана
Године 1878. Фехнер је објавио рад у коме је разрадио појам медијане. Касније развио је експерименталну естетику и желео је да одреди облике и димензије естетички задовољавајућих предмета. Већински је користио величине слика за своју базу података. У својој књизи Увод у естетику из 1876. године користио је методе екстремних рангова за субјективне судове.
Сматра се да је Фехнер тај који је увео медијану у формалну анализу података.

### Синестезија
Године 1871. Фехнер је пријавио први емпирични преглед обојених слова фотосизма код седамдесет и троје синестетичара.

### Пресек жуљевитог тела
Једна од Фехнерових спекулација о свести бавила се мозгом. За време његовог живота, било је познато да је мозак билатерално симетричан и да постоји јасна деоба између две половине које су повезане снопом влакана која се назива corpus callosum. Фехнер је претпоставио да уколико би дошло до пресека жуљевитог тела, два одвојена тока свести би резултирала да се мозак подели у две целине. Ипак, Фехнер је веровао да његова теорија никада неће бити тестирана; ту је погрешио. Половином 20. века Роџер Спери и Мајкл Гацанига радили су са пацијентима оболелим од епилепсије чије је жуљевито тело било пресечено и приметили су да је Фехнерова идеја тачна.

### Хипотеза златног пресека
Фехнер је конструисао десет правоугаоника различите дужине и ширине и питао је бројне посматраче да изаберу "најбољи" и "најгори" правоугаоник. Бавио се визуелном привлачношћу правоугаоника са различитим пропорцијама. Учесницима је било речено да занемаре било какве асоцијације које имају у вези правоугаоника, тј. са објектима који имају сличне пропорције. Правоугаоници који су изабрани као "најбољи" од великог броја учесника и они који су изабрани као "најгори" од мањег броја учесника били су у сразмери 0.62 (21:34). Ова размера је позната као златни пресек и односи се на размеру дужине и ширине правоугаоника који је најпривлачнији оку. Карл Штумпф је био учесник у овом експерименту.
Међутим, постоји и даље актуелна расправа у вези самог експеримента, пошто је постала позната чињеница да је Фехнер занемаривао резултате који се нису слагали са његовом хипотезом. Многи математичари попут Марија Ливија одбијају да прихвате резултате овог експеримента.

### Дводелна нормална дистрибуција
У постхумној објави Фехнерове књиге Kollektivmasslehre (1897), Фехнер је увео дводелну нормалну дистрибуцију, како би прилагодила асиметрије које приметио у емпиричним дистрибуцијама фреквенција у многим областима својих истраживања. Ова дистрибуција је откривена независно од стране неколико других аутора који се баве различитим областима.

## Утицај
Фехнер, заједно са Вилхелмом Вунтом и Херманом фон Хелмхолцем, јесте оснивач модерне експерименталне психологије. Његов допринос најјасније се огледа у демонстрацији да зато што мозак подлеже мерењу и математичком процењивању, психологија има потенцијала да постане квантификована (природна) наука. Теоретичари попут Имануела Канта дуго су изјављивали да је то немогуће и да стога, психологија као наука је такође немогућа.
Иако је имао огроман утицај на психофизику, заправо је имао мали број ученика. Ернст Мах је био инспирисан његовим радом на пољу психофизике. Вилијам Џејмс се такође, дивио његовом раду: 1904. године написао је предговор пун хвале за енглески превод Фехнерове књиге Мала књига о животу после смрти.
Фехнерово схватање света било је крајње анимистичко. Осећао је радост живота свуда, у биљкама, земљи, звдездама, свеукупном космосу. Човек стоји на међи душа биљака и душа звезда, које представљају анђеле. Бог, душа универзума, мора бити схваћен као постојање слично човеку. Природни закони су само начини развијања Божије савршености. У свом последњем делу, Фехнер, остарео, али надахнут, ставља у контраст овај радостан вид света (као време дана) са видом мртвог, иструлелог материјализма (као време ноћи). Фехнеров рад у естетици је исто тако важан. Вршио је експерименте како би показао да су неки апстрактни облици и пропорције природно привлачни нашим чулима, и дао је још неке илузије радећи на естетским асоцијацијама.
Био је ученик Шелинга, много штошта је научио од Баруха Спинозе, Лајбница, Јохана Фридриха Хербарта, Артура Шопенхауера и Кристијана Хермана Вајсеа, и одлучно одбио Хегела и монадизам Рудолфа Хермана Лоце.
Фехнеров рад наставља да утиче на модерну науку, инспиришујући беспрекидно истраживање људских перцептивних способности код истраживача попут Јен Коундаринк, Фарли Норман, Дејвид Хигер као и многи други.

### Дан Густава Фехнера
Сматра се да када се у току јутра, 22. октобра 1850, Фехнер пробудио доживљавајући аха-моменат како изучавати ум. Удаљујући се од вунтовске интроспекције и постављајући темеље на Веберов рад, развио је своју психофизичку Фехнер скалу. Сваке године, психофизичари славе 22. октобар као годишњицу Фехнеровог аха-момента - дан Густава Фехнера.

## Породица и каснији живот
Мало је познато о Фехнеровим каснијим годинама, нити су познате околности, узрок и начин на који је умро.

## Дела
- Praemissae ad theoriam organismi generalem ("Напредак у општој теорији организама") (1823).
- (Dr. Mises) Stapelia mixta (1824).
- Resultate der bis jetzt unternommenen Pflanzenanalysen ("Резултати анализе биљака до данашњег датума") (1829).
- Maassbestimmungen über die galvanische Kette ("Мере на галванском ланцу")(1831).
- (Dr. Mises) Schutzmittel für die Cholera ("Заштитна опрема против колере") (1832).
- Repertorium der Experimentalphysik ("Репертоар експерименталне физике") (1832). 3 тома.
- Das Hauslexicon. Vollständiges Handbuch praktischer Lebenskenntnisse für alle Stände ( "Кућни речник. Комплетан приручик практичних животних вештина за све нивое) (1834–38). 8 томова.
- Das Büchlein vom Leben nach dem Tode("Мала књига о животу после смрти") (1836).
- (Dr. Mises) Gedichte ("Песме") (1841).
- Ueber das höchste Gut ("О највишем добру") (1846).
- (Dr. Mises) Nanna oder über das Seelenleben der Pflanzen ("Nanna или о животу душе биљака") (1848).
- Zend-Avesta oder über die Dinge des Himmels und des Jenseits ("Zend-Avesta или о стварима са неба и даље") (1851). 3 тома.
- Ueber die physikalische und philosophische Atomenlehre ("О физичком и филозофском учењу о атомима") (1855).
- Professor Schleiden und der Mond ("Професор Шлајден и месец") (1856).
- Elemente der Psychophysik ("Елементи психофизике") (1860). 2 тома.
- Ueber die Seelenfrage ("О питању душе") (1861).
- Die drei Motive und Gründe des Glaubens ("Три мотива и разлога вере") (1863).
- Einige Ideen zur Schöpfungs- und Entwickelungsgeschichte der Organismen ("Неке идеје о историји стварања и развијања организама") (1873).
- (Dr. Mises) Kleine Schriften ("Мала слова") (1875).
- Erinnerungen an die letzen Tage der Odlehre und ihres Urhebers ("Сећања на последње дане наставе и њеног оснивача") (1876).
- Vorschule der Aesthetik ("Увод у естетику") (1876). 2 тома.
- In Sachen der Psychophysik ("У питањима психофизике") (1877).
- Die Tagesansicht gegenüber der Nachtansicht ("Време дана против времена ноћи") (1879).
- Revision der Hauptpuncte der Psychophysik ("Ревизија главног фокуса психофизике") (1882).
- Kollektivmasslehre (1897).